# زید بن حسین
سر زید بن حسین الهاشمی (عربی: زید بن الحسین) شاهزاده عراقی، عضوی از سلسله هاشمی و رئیس خاندان سلطنتی عراق و سوریه از سال ۱۹۵۸ تا زمان مرگش بود،